# Ernest Wilimowski
Ernest Otto Willimowski (născut Ernst Otto Prandella, poreclit "Eji", la CM 1938 scris Ernest WILIMOWSKI) (23 iunie 1916 – 30 august 1997) a fost un fotbalist germano-polonez, care juca pe postul de atacant.
Născut în Kattowitz (Katowice), Provincia Silezia, Imperiul German, el a crescut într-o familie sileziană, la granița germano-poloneză. În 1922 Estul Sileziei Superioare devenea parte a Poloniei și Ernst a devenit cetățean al celei de-a Doua Republici Poloneze.
Tatăl său Ernst-Roman, un soldat al Imperiului German, a decedat pe Frontul de vest în Primul Război Mondial, iar mama sa Paulina s-a re-căsătorit. Ambii părinți erau germani, și Ernst a mers la o grădiniță germană, api a urmat o școală primară germană iar la 9 ani s-a înscris la echipa germnaă de fotbal 1. FC Kattowitz. La vârsta de 13 ani el a fost adoptat legal de către tatăl său vitreg, care era polonez și a preluat numele de familie Willimowski. Acasă, el vorbea germana în mare parte, în timp ce în public adesea vorbea în sileziană. Oficial cetățean al Poloniei, el se declara silezian ("Górnoślązak" - Oberschlesier).
Wilimowski a fost unul din cei mai buni marcatori din istoria naționalei de fotbal a Poloniei și a cluburilor de fotbal poloneze, înainte ca el să decidă să-și ia cetățenie germană și să joace pentru Germania. Ernest Wilimowski este bine-cunoscut mai ales pentru faptul că a devenit primul jucător care a marcat patru goluri la un singur meci de la Campionatul Mondial de Fotbal. Se pare că pe durata carierei sale, el ar fi marcat un total de 1.175 de goluri; cu toate acestea, acest lucru este neconfirmat și include meciurile amicale și neoficiale. RSSSF îl creditează pe Wilimowski cu 554 de goluri oficiale, făcându-l astfel al optulea cel mai prolific marcator din istorie.

## Goluri internaționale

### Goluri pentru Polonia
| #   | Data               | Stadion                                       | Oponent           | Scor | Rezultat | Competiția                                             |
| --- | ------------------ | --------------------------------------------- | ----------------- | ---- | -------- | ------------------------------------------------------ |
| 1.  | 23 mai 1934        | Råsunda, Solna, Suedia                        | Suedia            | 2–2  | 4–2      | Meci amical                                            |
| 2.  | 26 august 1934     | Stadion Jugoslavija, Belgrad, Iugoslavia      | Iugoslavia        | 3–1  | 4–1      | Meci amical                                            |
| 3.  | 9 septembrie 1934  | Stadionul Armatei Poloneze, Varșovia, Polonia | Germania          | 1–1  | 2–5      | Meci amical                                            |
| 4.  | 23 iunie 1937      | Stadionul Armatei Poloneze, Varșovia, Polonia | Suedia            | 3–1  | 3–1      | Meci amical                                            |
| 5.  | 12 septembrie 1937 | Stadionul Armatei Poloneze, Varșovia, Polonia | Danemarca         | 1–0  | 3–1      | Meci amical                                            |
| 6.  | 1 octombrie 1937   | Stadionul Armatei Poloneze, Varșovia, Polonia | Iugoslavia        | 4–0  | 4–0      | Calificările pentru Campionatul Mondial de Fotbal 1938 |
| 7.  | 13 martie 1938     | Hardturm, Zürich, Elveția                     | Elveția           | 0–1  | 3–3      | Meci amical                                            |
| 8.  | 13 martie 1938     | Stadionul Armatei Poloneze, Varșovia, Polonia | Republica Irlanda | 5–0  | 6–0      | Meci amical                                            |
| 9.  | 5 iunie 1938       | Stade de la Meinau, Strasbourg, Franța        | Brazilia          | 2–3  | 5–6 aet  | Campionatul Mondial de Fotbal 1938                     |
| 10. | 5 iunie 1938       | Stade de la Meinau, Strasbourg, Franța        | Brazilia          | 3–3  | 5–6 aet  | Campionatul Mondial de Fotbal 1938                     |
| 11. | 5 iunie 1938       | Stade de la Meinau, Strasbourg, Franța        | Brazilia          | 4–4  | 5–6 aet  | Campionatul Mondial de Fotbal 1938                     |
| 12. | 5 iunie 1938       | Stade de la Meinau, Strasbourg, Franța        | Brazilia          | 5–6  | 5–6 aet  | Campionatul Mondial de Fotbal 1938                     |
| 13. | 25 septembrie 1938 | Stadionul Armatei Poloneze, Varșovia, Polonia | Iugoslavia        | 2–0  | 4–4      | Meci amical                                            |
| 14. | 25 septembrie 1938 | Stadionul Armatei Poloneze, Varșovia, Polonia | Iugoslavia        | 4–4  | 4–4      | Meci amical                                            |
| 15. | 23 octombrie 1938  | Stadionul Armatei Poloneze, Varșovia, Polonia | Norvegia          | 2–2  | 2–2      | Meci amical                                            |
| 16. | 13 noiembrie 1938  | Dalymount Park, Dublin, Irlanda               | Republica Irlanda | 2–1  | 3–2      | Meci amical                                            |
| 17. | 27 mai 1939        | Stadion ŁKS, Łódź, Polonia                    | Belgia            | 1–0  | 3–3      | Meci amical                                            |
| 18. | 27 mai 1939        | Stadion ŁKS, Łódź, Polonia                    | Belgia            | 2–0  | 3–3      | Meci amical                                            |
| 19. | 27 august 1939     | Stadionul Armatei Poloneze, Varșovia, Polonia | Ungaria           | 1–1  | 4–2      | Meci amical                                            |
| 20. | 27 august 1939     | Stadionul Armatei Poloneze, Varșovia, Polonia | Ungaria           | 2–2  | 4–2      | Meci amical                                            |
| 21. | 27 august 1939     | Stadionul Armatei Poloneze, Varșovia, Polonia | Ungaria           | 4–2  | 4–2      | Meci amical                                            |

### Goluri pentru Germania
| #   | Data              | Stadion                               | Oponent  | Scor | Rezultat | Competiția  |
| --- | ----------------- | ------------------------------------- | -------- | ---- | -------- | ----------- |
| 1.  | 1 iunie 1941      | Stadionul ANEF, București, România    | România  | 0–1  | 1–4      | Meci amical |
| 2.  | 1 iunie 1941      | Stadionul ANEF, București, România    | România  | 0–4  | 1–4      | Meci amical |
| 3.  | 15 iunie 1941     | Praterstadion, Viena, Germania        | Croația  | 4–1  | 5–1      | Meci amical |
| 4.  | 5 octombrie 1941  | Stadionul Olimpic, Helsinki, Finlanda | Finlanda | 0–2  | 0–6      | Meci amical |
| 5.  | 5 octombrie 1941  | Stadionul Olimpic, Helsinki, Finlanda | Finlanda | 0–5  | 0–6      | Meci amical |
| 6.  | 5 octombrie 1941  | Stadionul Olimpic, Helsinki, Finlanda | Finlanda | 0–6  | 0–6      | Meci amical |
| 7.  | 16 august 1942    | Beuthener Stadion, Beuthen, Germania  | România  | 7–0  | 7–0      | Meci amical |
| 8.  | 18 octombrie 1942 | Wankdorf, Berna, Elveția              | Elveția  | 0–1  | 3–5      | Meci amical |
| 9.  | 18 octombrie 1942 | Wankdorf, Berna, Elveția              | Elveția  | 1–2  | 3–5      | Meci amical |
| 10. | 18 octombrie 1942 | Wankdorf, Berna, Elveția              | Elveția  | 2–3  | 3–5      | Meci amical |
| 11. | 18 octombrie 1942 | Wankdorf, Berna, Elveția              | Elveția  | 2–4  | 3–5      | Meci amical |
| 12. | 1 noiembrie 1942  | Neckarstadion, Stuttgart, Germania    | Croația  | 3–0  | 5–1      | Meci amical |
| 13. | 1 noiembrie 1942  | Neckarstadion, Stuttgart, Germania    | Croația  | 4–0  | 5–1      | Meci amical |